# Alessandro Faria
Pour les articles homonymes, voir Fabinho.
Alessandro Faria (né le 7 juin 1978), dit Bill, est un footballeur brésilien naturalisé togolais.

## Biographie
International togolais en 2003 et en 2004, il participe aux éliminatoires de la CAN 2004. Il inscrit trois buts lors de ces éliminatoires : un but contre le Cap-Vert, puis un doublé contre le Kenya.
Il réalise l'essentiel de sa carrière au Brésil, à l'exception de deux brefs séjours aux USA et en Allemagne.